# Милли Генгеш Туркменистана
Милли́ Генге́ш Туркмениста́на (туркм. Türkmenistanyň Milli Geňeşi) — в 2021—2023 гг. двухпалатный парламент Туркменистана, постоянно действовавший как представительный и законодательный орган государственной власти. Состоял из нижней палаты — Меджлиса, и верхней — Халк Маслахаты.
В январе 2023 года Милли Генгеш вновь реорганизован в Меджлис, состоящий из одной палаты. Халк Маслахаты был выделен как высший орган народной власти.

## История
24 октября 2020 года тогда ещё однопалатным Меджлисом Туркменистана был принят республиканский Закон «О Милли Генгеше Туркменистана» — о новом двухпалатном парламенте страны. Согласно ему, «деятельность Милли Генгеша Туркменистана осуществляется в соответствии с Конституцией Туркменистана, настоящим Законом и иными нормативными правовыми актами Туркменистана, регламентирующими деятельность данного органа». 4 ноября 2020 года Президент Туркменистана Гурбангулы Бердымухамедов подписал этот закон. 1 января 2021 года парламент Туркменистан перешёл из однопалатного в двухпалатный. Теперь Меджлис, являвшийся до этого единственным и однопалатным парламентом страны, стал нижней палатой, а верхней стал Халк Маслахаты, существовавший до этого как отдельный от Меджлиса орган. Новый, двухпалатный парламент страны было решено назвать «Милли Генгеш» (туркм. Milli Geňeş) — «Национальный совет».
В январе 2023 года по инициативе Г. Бердымухамедова Милли Генгеш решено вновь реорганизовать в Меджлис, состоящий из одной палаты. Халк Маслахаты был выделен как высший орган народной власти, во главе которого остался экс-президент.

Дворец «Рухыет» — здание Халк Маслахаты
Дом парламента — здание Меджлиса

## Общая информация

### Палаты и их члены
Верхняя палата Милли Генгеша — Халк Маслахаты состоит из 56 членов. Из них 48 мандатов избираются от каждого велаята (области) и города Ашхабада, на основе непрямого избирательного права тайным голосованием на заседаниях региональных Халк Маслахаты пяти велаятов и города Ашхабада, а 8 членов назначаются Президентом Туркменистана. В Халк Маслахаты может быть избран или назначен гражданин Туркменистана, достигший 30-летнего возраста вне зависимости от его пола, национальности, языка или религии, имеющий как минимум одно высшее образование, и в течение предшествующих десяти лет постоянно проживающий на территории страны. Каждый экс-президент Туркменистана автоматически становится пожизненным членом Халк Маслахаты, если он не откажется от использования этого права. Членом Халк Маслахаты могут быть как беспартийные или независимые кандидаты, так и члены официально зарегистрированных Министерством юстиции политических партий.
Нижняя палата Милли Генгеша — Меджлис состоит из 125 депутатов, избираемых на основе всеобщего, равного и прямого избирательного права при тайном голосовании населением. Депутатом Меджлиса может быть избран гражданин Туркменистана, достигший возраста 25 лет, вне зависимости от его пола, национальности, языка, религии, происхождения или социального статуса, и в течение предшествующих десяти лет постоянно проживающий в стране.
Одно и то же лицо не может быть одновременно членом Халк Маслахаты и депутатом Меджлиса. Срок полномочий членов Халк Маслахаты и депутатов Меджлиса составляет пять лет. Выборы членов Халк Маслахаты и депутатов Меджлиса проводятся в соответствии с Конституцией и Избирательным кодексом. Полномочия членов и депутатов нового созыва признаются на первых сессиях обеих палат. Члены и депутаты прежнего созыва сохраняют свои полномочия до начала работы первых сессий обеих палат.

### Деятельность
Халк Маслахаты и Меджлис Милли Генгеша осуществляют свою деятельность в форме своих сессий, или совместных сессий. Работа Халк Маслахаты основывается на работе сессий его комитетов и комиссий, а деятельность Меджлиса основывается на работе его комитетов и комиссий, на свободном обсуждении вопросов, в их коллективном решении, ответственности, подотчётности перед Меджлисом создаваемых органов и избираемых должностных лиц, прозрачности и гласности, постоянном учете общественного мнения.
Сессия Халк Маслахаты является правомочной, если на ней присутствует не менее двух третей от общего числа его членов, а сессия Меджлиса является правомочной, если на ней присутствует не менее двух третей от общего числа депутатов. Сессии обеих палат обычно являются открытыми, но в случаях, предусмотренных их регламентами, могут проводиться и закрытые сессии. Для заслушивания посланий Президента, выступлений почётных иностранных гостей или рассмотрения иных вопросов для согласования обеих палат, могут проводиться и совместные сессии обеих палат. Законом установлено, что на совместной сессии рассматривают важные и необходимые вопросы, вносимые исключительно Президентом. Совместные сессии палат проводятся открыто. Совместная сессия является правомочной, если на ней присутствует не менее двух третей от общего числа членов и депутатов палат. На совместной сессии поочерёдно председательствуют председатели соответственно обеих палат, если не определено иное. По результатам обсуждения вопросов, заслушанных на совместной сессии палат, может быть принято совместное постановление палат. При этом, голосование проводится отдельно.

### Роспуск
Обе палаты Милли Генгеша в соответствии с Конституцией могут быть досрочно распущены исключительно в трёх случаях: решением Президента в случае не сформирования в течение шести месяцев руководящего состава палат, на основании постановления, принятого большинством не менее чем в две трети голосов от общего числа своих членов и депутатов (то есть самороспуск), или на основании решения всенародного референдума. Милли Генгеш не может быть распущен во время действия режима чрезвычайной ситуации или военного положения.